# Asyut
Asyut (tiếng Ả Rập: أسيوط Asyūṭ  phát âm [ʔɑsˈjuːtˤ]) là thành phố ở miền trung Ai Cập, thủ phủ của tỉnh Asyut, bên bờ sông Nin. Thành phố này có khoảng 400.000 dân. Asyūţ nằm ở điểm cuối phía nam của con đường vượt sa mạc Libya cũ. Đoạn hạ lưu của sông bên dưới Asyūţ là một con đập ngăn sông Nin, còn tại phía cuối phía tây là nơi khởi đầu của kênh đào Al Ibrāhīmīyah dài gần 322 km cung cấp nước cho Trung Ai Cập và vùng Al Fayyūm. Trong các ngọn đồi đá vôi sau thành phố này là các mộ đá Ai Cập cổ. Asyūţ nổi tiếng là nơi sản xuất đồ gốm sứ đỏ và đen cũng như sản phẩm gỗ chạm khắc và ngà voi. Các khu vực xung quanh thành phố này sản xuất mía đường, ngũ cốc. Thành phố này có Đại học Asyut (thành lập năm 1957) và nhiều trường tôn giáo khác.